# Frederico Ressano Garcia
Frederico Ressano Garcia (Mercês, Lisboa, 12 de outubro de 1846 — Lisboa, 27 de Agosto de 1911) foi um engenheiro e professor de engenharia, político e administrador que se notabilizou por ter dirigido a expansão e renovação urbana da cidade de Lisboa no último quartel do século XIX. Entre outras funções, foi ministro, deputado e par do Reino. Devem-se a Ressano Garcia o planeamento e construção de estruturas tão marcantes da zona metropolitana de Lisboa como a Avenida da Liberdade, a Praça Marquês de Pombal, a Avenida 24 de Julho, os bairros de Campo de Ourique e da Estefânia e a Linha de Sintra.

## Biografia
Frederico Ressano Garcia era filho de António José de Orta e de mãe incógnita. Nasceu a 12 de outubro de 1846 e foi batizado na freguesia das Mercês, em Lisboa, a 21 de janeiro de 1847, tendo sido trazido ao ato de batismo pelo pai e pela parteira Jesuína do Carmo.
Depois de ter frequentado a Escola Académica até aos 14 anos, matriculou-se no curso de Engenharia da Escola Politécnica de Lisboa. Aluno brilhante, conseguiu, por concurso público, obter transferência para a École Imperiale des Ponts et Chaussées, de Paris, onde concluiu o curso de engenharia de pontes e calçadas no ano de 1869, regressando seguidamente a Lisboa.
Em Lisboa foi nomeado professor de engenharia do Instituto Industrial e Comercial de Lisboa. A partir de 1874 foi nomeado engenheiro da Câmara Municipal de Lisboa, lugar que acumulou, a partir de 1880, com o de professor lente na Escola do Exército.
Reorganizou o departamento técnico da Câmara Municipal de Lisboa, conseguindo dotá-lo de alguma autonomia relativamente ao poder político. Como sua principal tarefa na chefia do departamento técnico da Câmara, retomou as ideias de expansão urbana da cidade de Lisboa, latentes desde o tempo do Marquês de Pombal, e elaborou um plano sistemático de expansão da cidade para norte, a partir das margens do Tejo, tendo como eixo principal uma larga avenida, a actual Avenida da Liberdade.
No seu trabalho de renovação urbana, Ressano Garcia foi fortemente influenciado pelos conceitos técnicos e estéticos seguidos por Georges-Eugène Haussmann na renovação de Paris durante as décadas de 1850 e 1860. Tal como em Paris, na cidade de Lisboa as infra-estruturas para o abastecimento de água, gás e electricidade foram instaladas no subsolo, facilitando a passagem à superfície e sobre as ruas das linhas de eléctrico e de telefone. 
Na execução do seu plano de expansão e melhoria da salubridade da cidade, projectou e conduziu a construção da Avenida da Liberdade, inaugurada em 1879, da Praça Marquês de Pombal, da Avenida 24 de Julho e do Mercado da Ribeira Nova. São também da sua iniciativa os novos bairros de Campo de Ourique e da Estefânia e o vasto conjunto de avenidas, ruas, bairros e parques sitos entre a Praça Marquês de Pombal e o Campo Grande. Entre as avenidas incluídas no plano contam-se todas as Avenidas Novas hoje existentes entre a Praça Duque de Saldanha e Praça de Entrecampos, com especial destaque para a actual Avenida da República, que anteriormente à implantação da República Portuguesa se denominava Avenida Ressano Garcia.
Esta verdadeira revolução urbanística, a maior intervenção de planeamento urbano levada a cabo em Lisboa depois do fim da reconstrução da cidade que se seguiu ao Terramoto de 1755, testemunha o urbanismo progressista de Ressano Garcia desenvolvido nos projectos da Avenida da Liberdade (1879), da Praça do Marquês de Pombal, da Avenida das Picoas (1889) e no Plano Geral de Melhoramentos da Capital (1903). 
Para além destes projectos, Ressano Garcia executou os projectos de renovação da rede de esgotos da cidade e de abastecimento de água ao porto de Lisboa. Para facilitar o transporte a ajudar a estruturar o povoamento em torno da cidade, planeou a criação de uma linha ferroviária de cintura, que se prolongava pela Linha de Sintra, obra que planeou e conduziu a construção.
Ressano Garcia era filiado no Partido Progressista, sendo eleito em 1878 deputado por um dos círculos eleitorais da cidade de Lisboa. Nos anos seguintes foi eleito deputado pelo Ultramar, de novo por Lisboa e por diversos círculos, mantendo-se nas Cortes durante diversas legislaturas. Em 1887 ingressou na Câmara dos Pares, como par do Reino electivo pelo distrito de Lisboa. Na Câmara dos Pares foi primeiro-secretário e vogal da Comissão dos Negócios da Fazenda e Obras Públicas. Na sua acção política, foi redactor do jornal Progresso, órgão oficioso do Partido Progressista, e director do diário O Progressista, escrevendo também, sobre finanças públicas, no Diário Popular. Também se encontra colaboração da sua autoria em A semana de Lisboa  (1893-1895).
A 23 de Fevereiro de 1889 substituiu Emídio Navarro no cargo de Ministro de Estado da Marinha e Ultramar do executivo presidido por José Luciano de Castro. A sua passagem por esta pasta foi curta, já que o governo caiu a 14 de Janeiro de 1890, na sequência do ultimato britânico de 1890.
Voltou ao governo entre 7 de Fevereiro de 1897 e 18 de Agosto de 1898, também num executivo chefiado por José Luciano de Castro, desta feita com a pasta de Estado dos Negócios da Fazenda como seu 51.º Ministro. Numa remodelação governamental foi substituído por Manuel Afonso de Espregueira.
Na fase final da sua vida, foi presidente da direcção da administração da Companhia das Águas de Lisboa, sucessivamente eleito até ao ano da sua morte, director da Companhia Portuguesa de Fósforos e director da Companhia dos Caminhos de Ferro de Lourenço Marques. Foi também nomeado comissário régio e presidente da comissão que organizou a participação de Portugal na Exposição Mundial de 1900, realizada em Paris.
Entre outras honras e condecorações tinha o grau de grande oficial da Legião de Honra, de França. A Avenida Ressano Garcia, em Lisboa, tem o seu nome.

## Vida pessoal
Casou em Lisboa, Encarnação, a 6 de Agosto de 1873 com Maria Leonor Barreiros Cardoso, nascida em Monforte, Monforte, a 3 de Fevereiro de 1846, filha do tabelião António Joaquim Freire Cardoso, natural de Santarém (freguesia de Marvila), e de sua mulher Maria Carolina da Silva Velez Barreiros, natural de Oeiras, irmã do 1.º Barão e 1.º Visconde de Nossa Senhora da Luz, com geração.
Um dos seus filhos foi Arnaldo Cardoso Ressano Garcia, professor universitário.